# 10441 van Rijckevorsel
A 10441 van Rijckevorsel (ideiglenes jelöléssel 9076 P-L) a Naprendszer kisbolygóövében található aszteroida. Cornelis Johannes van Houten,  Ingrid van Houten-Groeneveld és Tom Gehrels fedezte fel 1960. október 17-én.